# Galagoides kumbirensis
Galagoides kumbirensis — вид карликового галаго з Анголи, який був названий на честь західного ангольського лісу Кумбіра. Його крику, описаного як «Гучне стрекотання крещендо більш довгих нот, за яким слідує завмираючий щебет», було достатньо, щоб відокремити його як новий вид, без будь-якої генетичної ідентифікації, через його унікальність.
Це, безумовно, найбільший представник сімейства з довжиною голови та тіла 17–20 см і довжиною хвоста 17–24 см. Він сірувато-коричневого кольору і має темніший хвіст.
Хоча статус виду в дикій природі офіційно не визначено, він, ймовірно, перебуває під загрозою зникнення через велику кількість вирубки лісів навколо місця його існування.